# Dalviaduct Strabeek
Het Dalviaduct te Strabeek in de Nederlandse provincie Limburg is een 420 meter lang betonnen viaduct dat nabij het gehucht Strabeek ligt.
Over het viaduct loopt de autosnelweg A79 die Maastricht met Heerlen verbindt. Het dalviaduct is uniek in Nederland, maar met 23 meter hoogte niet vergelijkbaar met die in bijvoorbeeld de Belgische Ardennen of Duitse Eifel.

## Geschiedenis
De aanleg van de snelweg werd gestart in 1969 en in 1975 werd het viaduct gebouwd.